# Serge Mansau
Serge Marcel Mansau (né le 28 juin 1930 dans le 15e arrondissement de Paris et mort le 11 février 2019 à Houdan) est un sculpteur et designer français, spécialisé dans la création de flacons de parfums.

## Biographie
Élève de Charles Dullin, Serge Mansau travaille dans les années 1960 pour Helena Rubinstein. Employé initialement pour mettre en vitrine les produits de beauté, il se met à concevoir des flacons après avoir émis des critiques sur les produits.

## Œuvre
Serge Mansau travaille pour de nombreux parfumeurs : Lancôme, Rochas, Cartier, Dior, Montana, Givenchy, Guy Laroche, Kenzo ou Hermès.
Il collabore avec la manufacture Daum.

## Distinction
Serge Mansau est promu commandeur de l'ordre des Arts et des Lettres en 2010.

## Pour approfondir